# Параджанов (фільм)
«Параджанов» — український біографічний фільм 2013 року про знаменитого вірмено-українського режисера Сергія Параджанова знятий у копродукції України, Франції, Грузії та Вірменії. Режисерами виступили Олена Фетісова та Серж Аведікян; Аведікян також зіграв головну роль. Фільм став дебютним повнометражним фільмом для обох режисерів. У 2013 році стрічка була висунута від України на премію Оскар в номінації «найкращий фільм іноземною мовою».
Прем'єра фільму відбулася 4 липня 2013 на кінофестивалі в Карлових Варах, у прокат в Україні фільм вийшов 3 жовтня 2013 року. 

## Опис
Картина розповідає про кінорежисера Сергія Параджанова. Він створює великі фільми, які приносять йому міжнародне визнання. Його зухвала поведінка призводить до конфлікту з радянським тоталітарним режимом. За сфабрикованим звинуваченням Параджанова кидають до в'язниці. Але незламна любов до краси дає сили творити, незважаючи на роки ув'язнення і заборону на роботу в кіно.

## У ролях
- Серж Аведікян — Сергій Параджанов
- Карен Бадалов — Лаерт
- Юлія Пересільд — Світлана
- Роман Луцький — Юрій Іллєнко

## Виробництво

### Кошторис
Фільм «Параджанов» було створено за фінансової підтримки Держкіно України, ARTE FRANCE, Грузинського національного кіноцентру та Вірменського національного кіноцентру. Бюджет стрічки склав ₴22,6 мільйона (приблизно 2 мільйони Євро). Фінансова частка Держкіно склала ₴11,3 млн.

### Фільмування
Зйомки велися у Франції, Україні (зокрема у Дрогобицькій виправній колонії), Вірменії та Грузії.

## Кінофестивальний реліз
Світова прем'єра стрічки відбулася на кінофестивалі в Карлових Варах (Чехія) у липні 2013 року, де «Параджанов» представляв Україну в основній міжнародної конкурсній програмі East of the West. На Одеському міжнародному кінофестивалі-2013  фільм отримав приз «Золотий Дюк» як Найкращий український повнометражний фільм.  На 8-му Батумському міжнародному кінофестивалі авторського кіно (BIAFF) фільм був представлений у секції «Міжнародний конкурс художніх фільмів». Фільм також боровся за Нагороду критиків на кінофестивалі в Гамбурзі.

## Кінотеатральний реліз
В український прокат фільм вийшов 3 жовтня 2013 року.